# Elisabeth Mainz
Elisabeth Mainz (* 25. Februar 1997) ist eine deutsche Ruderin.

## Karriere
Mainz belegte bei den U23-Weltmeisterschaften 2018 den vierten Platz im Leichtgewichts-Doppelvierer. 2019 gewann sie in der gleichen Bootsklasse die Silbermedaille bei den U23-Weltmeisterschaften. Bei den Europameisterschaften 2020 gewann sie mit Marion Reichardt, Cosima Clotten und Katrin Volk die Silbermedaille im Leichtgewichts-Doppelvierer hinter dem Boot aus Italien.

## Internationale Erfolge
- 2018: 4. Platz U23-Weltmeisterschaften im Leichtgewichts-Doppelvierer
- 2019: Silbermedaille U23-Weltmeisterschaften im Leichtgewichts-Doppelvierer
- 2020: Silbermedaille Europameisterschaften im Leichtgewichts-Doppelvierer